# Бодрунов, Сергей Дмитриевич
Серге́й Дми́триевич Бодруно́в (род. 25 августа 1958, Гомель, Белорусская ССР) — российский экономист, директор Института нового индустриального развития им. С. Ю. Витте, Президент Вольного экономического общества России, Президент Международного союза экономистов, Первый вице-президент Санкт-Петербургского Союза промышленников и предпринимателей, д.э.н., профессор, член-корреспондент РАН.

## Биография
Бодрунов Сергей Дмитриевич родился 25 августа 1958 года в г. Гомель.
В 1975 году окончил среднюю общеобразовательную школу с золотой медалью и Всесоюзную заочную физико-математическую школу (ВЗМШ) МГУ им. М. В. Ломоносова. В школьные годы — неоднократный победитель и призёр различных олимпиад. Имеет также специальное музыкальное образование.
В 1980 году окончил механико-математический факультет Гомельского университета им. Ф. Скорины по специальности «Преподаватель математики/инженер-математик в сфере информационных технологий, специалист в области информационных технологий[уточнить]». Был активистом комсомола, секретарем комсомольской организации университета (на правах райкома).
С 1980 года по 1985 год — научный сотрудник Научно-исследовательской лаборатории системного программирования (НИЛСП) Гомельского госуниверситета, сотрудник кафедры математических проблем управления. С 1982 года ведет активную научно-преподавательскую и научно-исследовательскую работу. В 1985 году окончил аспирантуру Гомельского госуниверситета.
С 1985 по 1990 год работал в должностях директора Гомельского Центра научно-технической информации, Президента Совета управляющих Совместного предприятия «Инфотех», Генерального директора Белорусского республиканского Агентства научно-технической информации (на правах концерна).
В 1990 году защитил диссертацию «Организация маркетинговой деятельности информационных предприятий» на соискание ученой степени кандидата экономических наук в Российской экономической академии им. Г. В. Плеханова в Москве, в том же году закончил Международную высшую школу менеджмента в Брюсселе. После распада СССР переехал в Санкт-Петербург, с 1991 года получил гражданство Российской Федерации.
В 1991—1994 годах, без отрыва от преподавательской деятельности, — докторант Российской экономической академии им. Г. В. Плеханова. В 1995 году за диссертацию «Управление рынком информационных продуктов и услуг на основе концепции маркетинга» С. Д. Бодрунову присуждена ученая степень доктора экономических наук.
Решением Общего собрания Российской академии наук от 2 июня 2022 года президент ВЭО России, президент Международного Союза экономистов Сергей Бодрунов избран членом-корреспондентом РАН по Отделению общественных наук РАН (специальность «экономика»).
С 2002 года — штатный профессор Санкт-Петербургского государственного университета аэрокосмического приборостроения (ГУАП) (кафедра менеджмента информационных технологий).

## Научная и общественная деятельность
Бодрунов С. Д. — известный специалист в сфере макроэкономики и развития индустрии. Активный спикер всех основных научных экономических форумов в течение последних 10 лет — принял участие в более чем 120 российских и международных научных конференциях по проблемам экономики (Россия, Беларусь, Италия, Швейцария, КНР, Германия, Индия, Великобритания, Португалия, Бельгия и др.); им сделано более 300 докладов и научных сообщений; значительная часть которых опубликована в научных изданиях.
Автор более 1000 научных публикаций в России и за рубежом, в том числе — 35 монографий.
Важнейшие работы Бодрунова С. Д. — теоретические исследования в сферах индустриального развития экономики; применения информационных технологий в реализации экономических решений; исследования, теоретические и практические разработки концептуальных платформ развития сложных индустриальных отраслей экономики (в частности, авиастроения и приборостроения); исследование инновационных и инвестиционных параметров экономики, интеллектуализации труда в экономике будущего. Один из крупнейших исследователей и разработчик стратегии реиндустриализации экономики России, автор концепции нового индустриального общества второй генерации и нооиндустриального развития общества, теории ноономики.
В июле 2018 года книга Бодрунова С. Д. «Ноономика» отмечена Премией Всемирной ассоциации политической экономии (WAPE) «За выдающийся вклад в развитие политэкономии в XXI веке».
Является одним из учредителей и руководителем негосударственного некоммерческого партнерства по содействию в проведении научных исследований «Институт нового индустриального развития (ИНИР) им. С. Ю. Витте» (созданного на базе действовавшего с 1999 года Научно-исследовательского Центра экономики авиаприборостроения). Основная тематика исследовательской деятельности ИНИР: обширный спектр вопросов, связанных с индустриализацией экономики России, исследованием экономических механизмов и инструментария модернизации, прогнозирования среднесрочных и отдаленных институциональных, экономических и технологических эффектов и т. д. С 2012 года ИНИР работает под методическим руководством Российской академии наук и входит в систему организаций Отделения общественных наук РАН (постановление ООН РАН от 21.05.2012).
Главный редактор научного журнала «Экономическое возрождение России» (издается с 1915 года). Журнал отражает весь спектр исследований, ведущихся в Институте нового индустриального развития. Основная направленность статей журнала — актуальные проблемы экономического развития России, формирование задач промышленной политики на различных уровнях управления.
Главный редактор научного журнала «Ноономика и ноообщество. Альманах трудов ИНИР им. С. Ю. Витте». Тематикой журнала являются вопросы, рассматриваемые в концепции Нового индустриального общества второго поколения (НИО.2) и теории ноономики.
Академик Международной Академии менеджмента, академик Санкт-Петербургской Инженерной академии.
Почетный доктор наук Российского экономического университета им. Г. В. Плеханова, Уральского государственного экономического университета (г. Екатеринбург) и Гомельского государственного университета им. Ф. Скорины (Беларусь).
Является членом редакционных советов журналов «Экономическая наука современной России», «Финансы: теория и практика», «Известия Уральского государственного экономического университета», членом Международного совета журнала «Мир перемен», членом редакционной коллегии журнала «Стратегирование: теория и практика (Strategizing: Theory and Practice)», главным редактором энциклопедии «Авионика России», научного журнала «Труды Вольного экономического общества России», аналитического издания «Беседы об экономике», журнала «Вольная экономика».
Ведет активную общественную деятельность в сфере исследования процессов мирового индустриального развития, а также индустриального развития российской экономики и регионов России. Входил в советы и руководящие органы ряда профессиональных индустриальных некоммерческих союзов и ассоциаций (РСПП, НАПА и др.). С 2004 года по настоящее время является первым вице-президентом Союза промышленников и предпринимателей (СПП) Санкт-Петербурга (сфера ответственности — разработка научно обоснованных концепций создания и развития промышленных кластеров на базе предприятий Санкт-Петербурга).
С 2016 года по настоящее время — Президент Общероссийской общественной организации Вольное экономическое общество России (правопреемника Императорского Вольного экономического общества России — в 2025 году Обществу исполняется 260 лет).
Ведет активную общественную и просветительскую деятельность. Под его руководством Вольным экономическим обществом России инициированы и успешно реализуются масштабные всероссийские и международные проекты, направленные на просвещение и популяризацию экономической науки.
Еженедельно выходит в эфир телеканала «Санкт-Петербург» в качестве автора и ведущего аналитической программы об экономике — «Промышленный клуб» (с 2010 г.).
Является учредителем, организатором, Председателем Оргкомитета ежегодного (с 2014 года) Санкт-Петербургского международного экономического Конгресса (СПЭК), Председателем Всероссийского научного Конгресса «Производство. Наука. Образование» (с 2015 года), участником и соорганизатором многих научных форумов в России и за рубежом. Участник Экономического семинара Кембриджского университета. Совместно с Президентом РАН является Сопредседателем Московского академического экономического форума (МАЭФ) — крупнейшей научно-академической площадки России.

## Бизнес
Параллельно с научно-преподавательской и научно-исследовательской деятельностью по совместительству принимал участие в менеджменте ряда коммерческих компаний, основной сферой интересов которых являлась разработка и производство научно-технологических решений (создание аппаратно-программных комплексов, производство приборов и софта) для автомобильной, железнодорожной и авиационной техники, а также в проектах в области IT-технологий. В 2000—2005 гг., к примеру, Бодрунов С. Д. выступил в качестве одного из разработчиков и инвесторов проектов PayCash (США) и «Яндекс.Деньги» (платежного сервиса «Яндекса» — одной из крупнейших поисковых систем в глобальной сети Интернет), а также ряда аналогичных проектов. На базе научных решений Бодрунов С. Д. в качестве инвестора неоднократно участвовал в создании и развитии различных предпринимательских структур и компаний в указанных сферах. С 2005 г. по 2009 г. возглавлял Санкт-Петербургскую Ассоциацию производителей автокомпонентов.
Основным активом Бодрунова С. Д. как экономиста-практика и предпринимателя-инвестора является Санкт-Петербургская инвестиционная компания (СПИК), созданная в 2006 году, в которой в настоящее время сконцентрированы его активы. Главными направлениями деятельности СПИК являются прямые и портфельные инвестиции в акции компаний промышленного сектора (в первую очередь — по производству автокомпонентов), компаний по управлению недвижимостью, финансовых институтов и компаний, участвующих в IT-проектах. В частности, СПИК является основным (мажоритарным) акционером хорватского концерна по производству автокомпонентов AD Plastik (бывшего крупнейшего в Югославии концерна «Югопластика»), имеющего 9 заводов в 5 европейских странах и России и являющегося партнером ряда крупнейших мировых автопроизводителей в кооперации первого и второго уровня: Volkswagen, Ford, Renault, АвтоВАЗ, BMW, Suzuki, FIAT, Peugeot-Citroen, Bentley и др. Основные инвестиции СПИК относятся к сфере недвижимости: коммерческая недвижимость (технопарки и бизнес-центры в Москве, Санкт-Петербурге и ряде других городов России), жилая недвижимость в Москве, Санкт-Петербурге и других городах мира, земельные участки в России (под создание коммерческой недвижимости). В сфере финансов СПИК имеет значительные инвестиции в российские и иностранные финансовые инструменты.

## Награды
Сергей Дмитриевич был отмечен рядом наград:
- медалью ордена «За заслуги перед Отечеством» I степени
- медалью ордена «За заслуги перед Отечеством» II степени
- медалью «300 лет Российскому флоту»
- медалью «В память 300-летия Санкт-Петербурга»
- Серебряной медалью Вольного экономического общества России
- наградами Российского Императорского дома — медалью «В память 400-летия Дома Романовых» и орденом Святого Станислава второй степени
- наградами Русской Православной Церкви — орденом Св. Даниила Московского и Юбилейной медалью Русской Православной Церкви «В память 1000-летия преставления равноапостольного великого князя Владимира»
- почетной грамотой Министерства экономики РФ
- наградами многих общественных организаций, фондов, научных обществ, профессиональных ассоциаций и др.

## Монографии
- Бодрунов С. Д., Смык А. А. Технология широкого распространения технических разработок. М.: БелНИИНТИ, 1989. — 176 с.
- Бодрунов С. Д. Организация маркетинга научно-технической информации. М.: БелНИИНТИ, 1990. — 164 с.
- Бодрунов С. Д., Максимей И. В. Маркетинг информационных услуг: модели управления. М.: Экономика: Луч, 1993. — 127 с.
- Бодрунов С. Д. Инфомаркетинг. М.: Гомель: БелАНТДИ, 1995. — 176 с.
- Бодрунов С. Д. и др. Электронная система ведения научно-технической, патентной и коммерческой информации ЭСТАФЕТА. Гомель: БелАНТДИ, 1994. — 77 с.
- Бодрунов С. Д., Мантуров Д. В., Федорова О. Н. и др. Проблемы, принципы и методы корпоратизации авиапромышленного комплекса России. СПб.: ООО «Петроградский и Ко», 2000, — 437 с.
- Бодрунов С. Д., Ковальков Ю. А. Экономика и организация авиастроения в России. СПб., Корпорация «Аэрокосмическое оборудование», 2001. — 288 с.
- Бодрунов С. Д., Дмитриев О. Н. Ковальков Ю. А. Авиационно-промышленный комплекс России на рубеже XXI века: проблемы эффективного управления (в двух частях). СПб., Корпорация «Аэрокосмическое оборудование», 2002. Часть I — 549 с., Часть II — 475с.
- Бодрунов С. Д., Крюков С. П., Александровская Л. Н. и др. Корпоративный менеджмент постиндустриального общества. СПб., Корпорация «Аэрокосмическое оборудование», 2005. — 612 с.
- Бодрунов С. Д., Дмитриев О. Н. Ковальков Ю. А. Структурное оценивание последствий реализации управленческих решений в отношении предприятия. М., изд. «Гном и Д», 2003. — 116 с.
- Бодрунов С. Д., Дмитриев О. Н., Ершевич П. В. и др. Исследование операций поставки (в 4-х частях). СПб., МФПГ «Аэрокосмическое оборудование», 2004. — 520 с.
- Бодрунов С. Д., Крюков С. П., Александровская Л. Н. и др. Корпоративный менеджмент постиндустриального общества. СПб., Корпорация «Аэрокосмическое оборудование», 2005. — 612 с.
- Бодрунов С. Д., Дмитриев О. Н., Ковальков Ю. А., Любаева Ж. И. Стратегическое управление авиационными корпорациями в условиях малоразвитого рынка корпоративного контроля. СПб.: Корпорация «Аэрокосмическое оборудование», 2005. — 192 с.
- Бодрунов С. Д., Крюков С. П., Александровская Л. Н. и др. Информационные технологии корпоративного менеджмента. СПб.: Корпорация «Аэрокосмическое оборудование», 2006. — 568 с.
- Бодрунов С. Д., Крюков С. П., Александровская Л. Н. и др. Методы анализа и оценивания рисков в задачах менеджмента безопасности сложных технических систем. СПб.: Корпорация «Аэрокосмическое оборудование», 2007. — 460 с.
- Бодрунов С. Д., Карлик А. Е., Рохчин В. Е. и др. Концепция стратегического развития промышленности города: научное обеспечение и опыт разработки. М.:- СПб.: Изд-во СПбГУЭФ, 2011. — 206 с.
- Бодрунов С. Д. Концепция нового индустриального развития России в условиях ВТО. М.: Институт нового индустриального развития (ИНИР). СПб., 2013. — 172 с.
- Бодрунов С. Д. Формирование стратегии реиндустриализации России. Институт нового индустриального развития (ИНИР). СПб., 2013. — 680 с.
- Бодрунов С. Д., Лопатин В. Н. Стратегия и политика реиндустриализации для инновационного развития России. М.: Институт нового индустриального развития (ИНИР). СПб., 2014. — 486 с.
- Бодрунов С. Д., Бабенков А. Н., Блюм В. С. и др. Информационные технологии в работе кафедры. М.: Под общей ред. А. Г. Степанова. СПбГУАП, 2014. — 276 с.
- Бодрунов С. Д., Пороховский А. А. Экономическая система современной России: Анатомия настоящего и альтернативы будущего / Под ред. С. Д. Бодрунова, А. А. Пороховского. Изд. 2-е, перераб. и доп. — М.: ЛЕНАНД, 2015. — 416 с.
- Бодрунов С. Д., Благих И. А., Кулегин А. М. и др. С. Ю. Витте — экономист, политик, дипломат / Под ред. С. Д. Бодрунова / Институт нового индустриального развития им. С. Ю. Витте. — М.: Культурная революция, 2015. — 248 с.
- Бодрунов С. Д. Теория и практика импортозамещения: уроки и проблемы. М.: СПб.: Институт нового индустриального развития им. С. Ю. Витте, 2015. — 171 с.
- Бодрунов С. Д. Грядущее. Новое индустриальное общество: перезагрузка. М.: Культурная революция, 2016. — 352 с.
- Бодрунов С. Д. Грядущее. Новое индустриальное общество: перезагрузка. М.: Изд. 2-е, дополненное. — СПб.: ИНИР им. С. Ю. Витте. 2016. — 328 с.
- Бодрунов С. Д., Гэлбрейт Дж. К., Сорокин Д. Е. и др. Гэлбрейт: возвращение / Монография / Под ред. С. Д. Бодрунова. — М.: Культурная революция, 2017. — 424 с.
- Бодрунов С. Д. Гришин В. И., Гринберг Р. С., Цаголов Г. Н., Хасбулатов Р. И. и др. Георгий Валентинович Плеханов, выдающийся русский мыслитель, и современность (К 160-летию со дня рождения Г. В. Плеханова): монография / М-во обр. и науки РФ. — М.; Тамбов: Издательский дом ТГУ им. Г. Р. Державина, 2017. — 463 с.
- Бодрунов С. Д., Губанов С. С., Рязанов В. Т. и др. индустриализация России.pdf Новая индустриализация России: стратегические приоритеты страны и возможности Урала: монография / под ред. С. Д. Бодрунова, Я. П. Силина, В. Т. Рязанова, Е. Г. Анимицы; М-во образования и науки Рос. Федерации, Урал. гос. экон. ун-т. — Екатеринбург: Изд-во Урал. гос. экон. ун-та, 2018. — 317 с.
- Бодрунов С. Д. Ноономика / Монография/ — М.: Культурная революция, 2018. — 432 с.
- Бодрунов С. Д., Кулегин А. М., Куликов С. В. и др. Государственная и финансово-экономическая деятельность С. Ю. Витте (К 170-летию со дня рождения) / Под ред. С. Д. Бодрунова. — СПб.: ИНИР им. С. Ю. Витте, 2019. — 240 с., ил.
- Бодрунов С. Д. Общая теория ноономики /Учебник/ — М.: Культурная революция, 2019. — 504 с.
- Бодрунов С. Д. Ноономика: траектория глобальной трансформации / Монография — М.: ИНИР; Культурная революция, 2020. — 224 с.
- Квинт В. Л., Бодрунов С. Д. Стратегирование трансформации общества: знание, технологии, ноономика: Монография. — СПб.: ИНИР им. С. Ю. Витте, 2021. — 351 с.
- Бодрунов С. Д., Глазьев С. Ю., Гэлбрейт Дж. К. и д.р. А(О)нтология ноономики: четвёртая технологическая революция и её экономические, социальные и гуманитарные последствия / Под общ. ред. С. Д. Бодрунова. — СПб: ИНИР, 2021. — 388 с.
- Бодрунов С. Д., Десаи Р., Фриман А. По ту сторону глобального кризиса: ноономика, креативность, геополитэкономия / Монография — СПб.: ИНИР им. С. Ю. Витте, 2022. — 368 с.
- Бодрунов С. Д., Глазьев С. Ю. Закономерности формирования основ ноономики как грядущего общественного устройства: знать и действовать. — СПб.: ИНИР им. С. Ю. Витте; М.: Центркаталог, 2023. — 340 с.

## Изданные монографии в зарубежных странах
- Bodrunov S. Noonomía. — Mexico: Plaza y Valdes S.A. de C.V., 2020. — 437 p.
- Бадруноў С. Д. Нааномiка: манаграфiя. — Мiнск: Мiсанта, 2021. — 327 с.
- סרגי בודרונוב.נואונומיה: כלכלה תבונתית.עלו-עט הוצאה לאור, 2022. — 242 עמודים (Бодрунов С. Ноономика. Тель-Авив: Издательство Алу-Ет, 2022. — 242 с.)
- Bodrunov S. Noonomija. Tisak: Kartular, Split, 2022. 257 str.
- Bodrunov S. Noonomia / Sergey Bodrunov. — Sao Paulo: Aramarani, 2022. — 412 p.